# Schönbornstraße

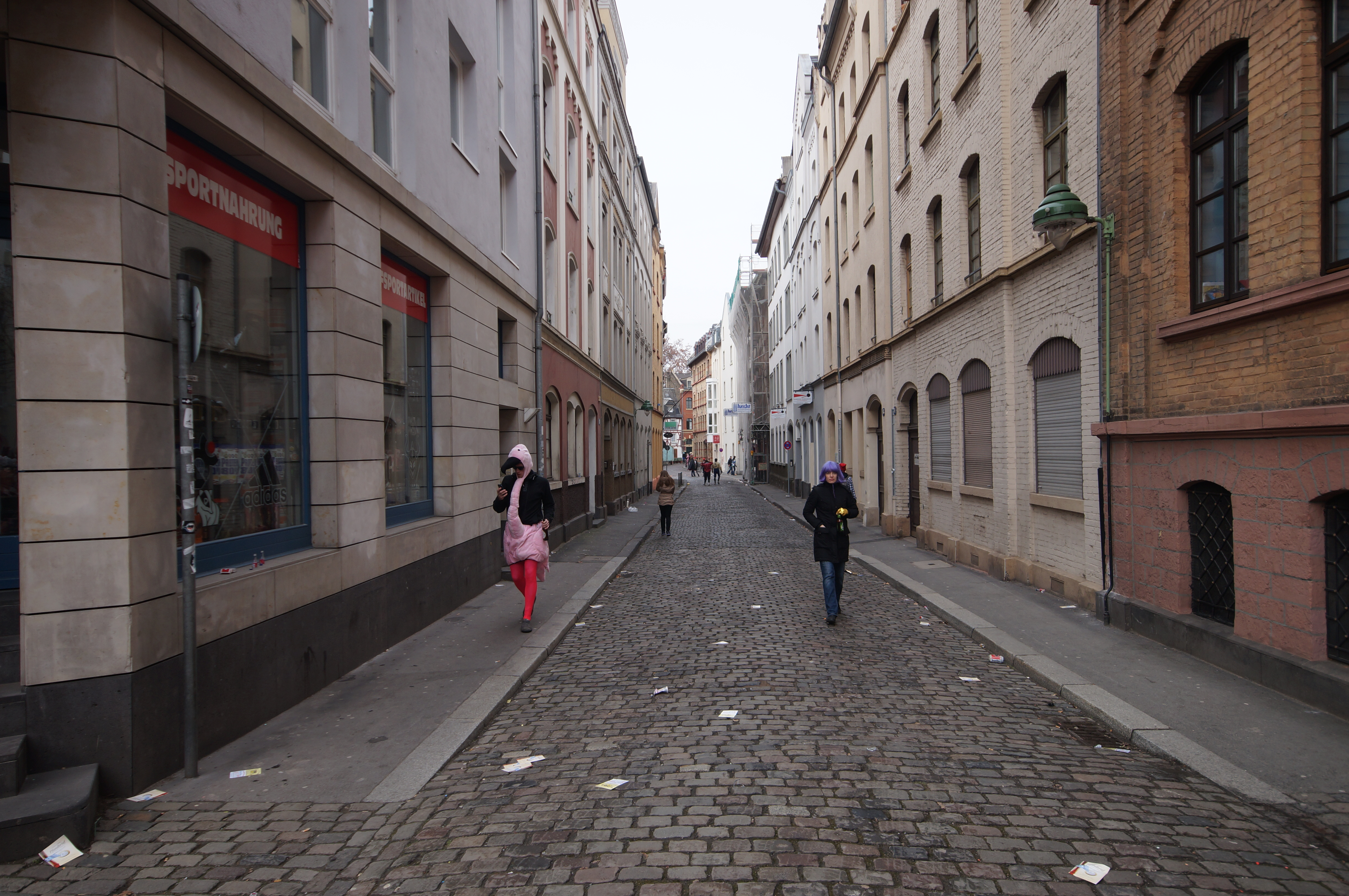
Die Schönbornstraße in Mainz-Altstadt zur Fastnachtszeit, mit Blick Richtung Kirschgarten

Die Schönbornstraße ist eine Innerortsstraße in Mainz-Altstadt. Sie trägt den Namen des Kurfürsten des Heiligen Römischen Reichs und des Erzbischofs des Bistums Mainz Lothar Franz von Schönborn. Der etwa 200 Meter lange Straßenzug gilt heute als Denkmalzone.

## Geschichte
Bevor die Schönbornstraße errichtet wurde, waren die Häuser in der Holzhofstraße mit Blockrandbebauung gestaltet. Die Schönbornstraße wurde schließlich 1864 angelegt. Die Schönbornstraße erhielt ihren Namen vom Erzbischof und Kurfürst von Schönborn, der der Initiator des in Blickweite gebauten Rochusspitals war. Der Kern der Denkmalzone mit den Häusern Schönbornstraße 1, 3 bis 8 und Holzhofstraße 32 wurde zwischen 1864 und 1866 errichtet. Die Bauwerke wurden auf dem Grundstück des alten „Beitschen Zimmerhofs“ im Auftrag des Bauunternehmers Christian Lothary im Rahmen des Ausbaus der Mainzer Innenstadt erbaut. Die Straße wurde zunächst nur von der heutigen Holzhofstraße bis auf die Höhe der Badergasse gebaut. Nachdem am Ende der Schönbornstraße das „Amptsche Anwesen Zum Grünwald“ abgebrannt war, wurde neuer Platz frei und die Straße wurde bis kurz vor den Kirschgarten verlängert. In dieser Zeit ließen sich hier vor allem Handwerker nieder, die auch in der Schönbornstraße arbeiteten.

## Architektur
Die Straße beginnt an der Einmündung zur Holzhofstraße. Anschließend mündet in nordwestlicher Richtung die Straße Kartäuserreul ein. Ein paar Meter weiter kreuzt die Kartäuserstraße die Schönbornstraße auf mittlerer Länge. Anschließend mündet eine Straße aus der Richtung des Weihergartens ein, kurz darauf mündet die Badergasse in Verbindung zur Augustinerstraße ein. Am nordwestlichen Ende der Schönbornstraße kreuzt die Straße Kirschgarten die Straße und leitet durch eine wenige Meter lange Verbindung zum Kirschgarten. Eine besondere architektonische Auffälligkeit ist, dass die meisten Gebäude in der Schönbornstraße mit roten Blankziegeln gebaut wurden. Eine Ausnahme bilden die Bauwerke Schönbornstraße 7A und Schönbornstraße 14 erbaut. Das Gebäude mit der Hausnummer 7A wurde nach Plänen von Conrad Jacoby 1895 fertiggestellt, der Bau des Hauses in der Schönbornstraße 14 wurde etwa 1890 vollendet. Beide Bauwerke stammen aus der Gründerzeit.
Der Kern der Denkmalzone besteht aus den Häusern Schönbornstraße 1, 3 bis 8 und Holzhofstraße 32. Als die Einmündung 1864 zur neuen Schönbornstraße erbaut wurde, konnten einige Gebäude auf der westlichen Straßenseite nicht abgerissen werden, da sie sehr alt und erhaltenswert waren. Deshalb entstanden dort versetzte Straßenanfänge. Nun gab es zehn Flurstücke. Es wurden auf allen Grundstücken Mietshäuser ohne aufwändige Verzierungen und besondere architektonische Besonderheiten errichtet. Die an dieser Stelle errichteten Bauwerke ähneln den ebenfalls im Auftrag von Christian Lothary erbauten Häuser Kästrich 2, 2A und 2B. Die Gebäude in der Häuserzeile in der Schönbornstraße hatten jeweils vier Achsen und vier Geschosse. Außerdem waren sie alle traufständig. Aufgrund der Wohnungsknappheit wurde auch das Dachgeschoss zum Wohnraum umgebaut. So finden sich in der Schönbornstraße zahlreiche Dachgauben. Zwischen den Häusern mit Dachgauben sind auch einige Zwerchhäuser mit Giebeln und abgestuften Zinnengiebeln zu finden.
Die Fassaden besitzen etwas Fries und Wandvorsätze, die Lisenen ähneln. Architektonisch sind die beiden Obergeschosse meist miteinander verbunden. Weitere Auffälligkeiten an den Fassaden sind die Stürze an den Fenstern. Merkmale der Schlichtheit der Gebäude sind die in den Erdgeschossen durchgehend nur höchstens drei vorhandene Räume. Zudem hatten die Treppenhäuser fast kein Fenster, was ein sicheres Treppensteigen erschwerte. Die Bauwerke haben außerdem Höfe, die man nicht von der Schönbornstraße einsehen kann. In der Folge wurden zahlreiche Gebäude in dieser Denkmalzone verändert. So erhielten einige Häuser frische Fassadenanstriche und neuen Putz, die Bauwerke Schönbornstraße 1 und 3 bis 5 erhielten Dachgauben. Zudem erhielt das Gebäude Schönbornstraße 5 Bekrönungen von seinen Fenstern der Beletage mit Stilarten aus dem Neoklassizismus, das Haus Schönbornstraße 3 erhielt Reliefs aus Kunststein mit Stilformen aus dem Barock und dem Jugendstil.

## Bedeutende Bauwerke

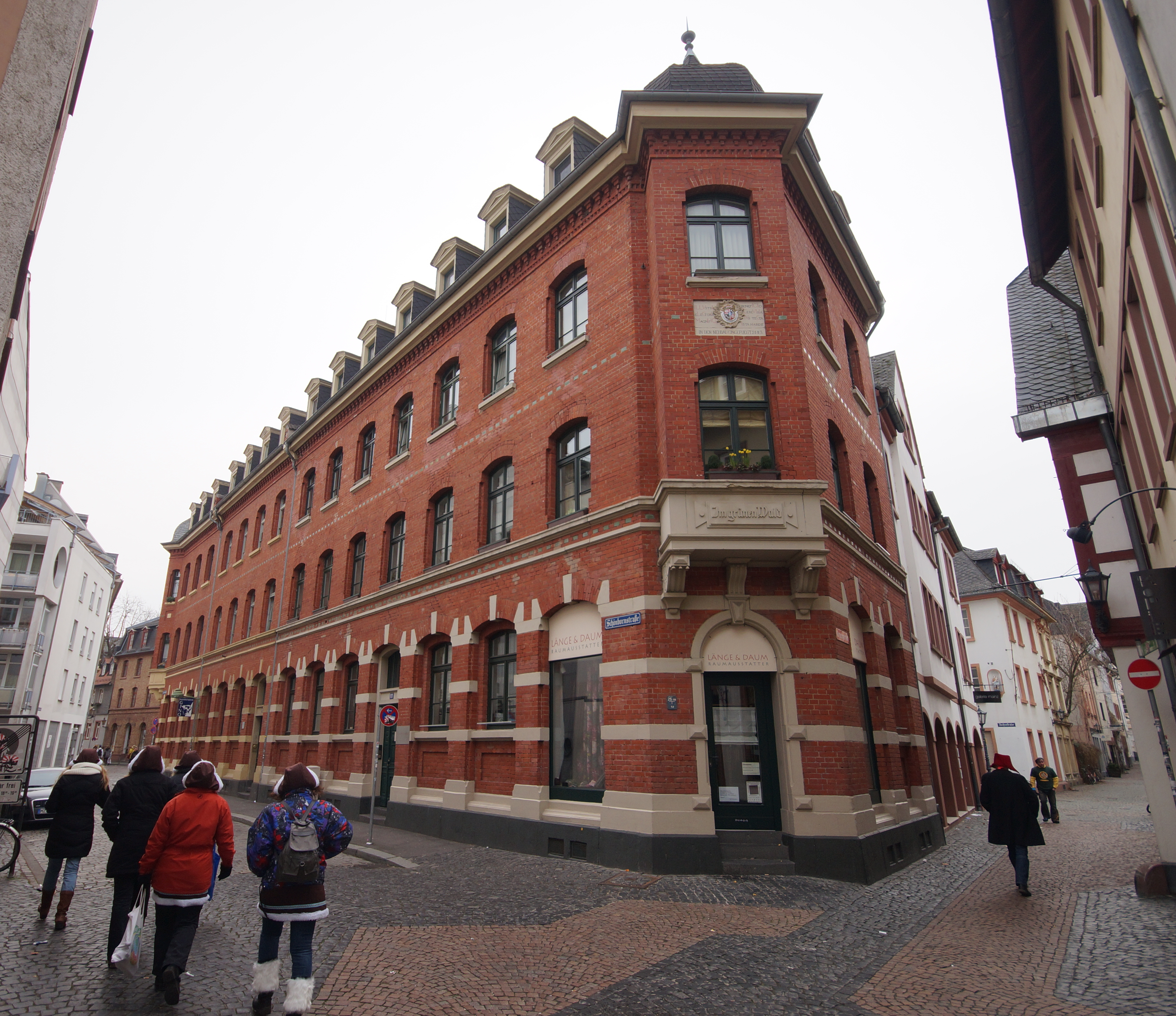
Der Gebäudekomplex Schönbornstraße 11, 13 und Badergasse 3

Ein architektonisch auffälliges Bauwerk ist der Gebäudekomplex mit den Hausnummern Schönbornstraße 11/13 und Badergasse 3. Das Anwesen wurde von 1881 bis 1883 im Auftrag des Architekten und Stadtplaners Eduard Kreyßig in geschlossener Bauweise erbaut. Die Häuser Schönbornstraße 11, 13 und Badergasse 3 sind recht ähnlich gebaut und stellen die auffälligste Gebäudegruppe in der Straße dar. Nach dem Brand des „Amptschen Anwesens Zum Grünwald“, in dem unter anderem ein Brauhaus untergebracht war, wurde das nordwestliche Ende der Schönbornstraße nach Aufträgen von Kreyßig mit mehrstöckigen einfachen Gebäuden neu bebaut und gleichzeitig eine Gasse zum Kirschgarten errichtet.
Die Fassade des Baukomplexes ist etwa 50 Meter lang. Die Gebäudegruppe wurde aus rotem Backstein gebaut und besitzt jeweils ein Erdgeschoss und zwei Obergeschosse sowie ein Dachgeschoss. Die Erdgeschosse sind außergewöhnlich hoch, da die Gebäude für Handwerksbetriebe errichtet wurden. Die Erdgeschosse sind recht wenig geschmückt und an vielen Stellen wurde Werkstein verbaut. Die Obergeschosse haben dieselbe Fenstergruppierungen wie die Erdgeschosse, sie werden durch ein Dachgesims zum Dachgeschoss abgegrenzt. Das Dachgesims ist mit Konsolenfries und Zahnschnitt verziert. An den Straßenecken wurden Erker mit Zwiebeltürmen eingebaut. Am Erker zur Badergasse ist heute das Baujahr 1881 ablesbar. Am nordwestlichen Erker befindet sich eine Spolie mit einem Chronogramm und der Jahreszahl 1677. Unter dem Chronogramm befindet sich außerdem der Text „IN DEN NEUBAU EINGEFUEGT 1883“. Über das heute erhaltene Chronogramm, das das Brauvorrecht des ehemaligen Mainzer Erzbischofs und Kurfürsten Damian Hartard von der Leyen beschreibt, sagte einmal der Mainzer Kunsthistoriker und Denkmalpfleger Fritz Arens:

„Die Inschrift ist eine der schönsten steinernen Urkunden, welche ein Privathaus unserer Stadt besitzt.“